# Barbara Göbel
Barbara Göbel, po mężu Ballerstedt (ur. 8 kwietnia 1943 w Jenie) – niemiecka pływaczka, brązowa medalistka olimpijska z Rzymu.
Zawody w 1960 były jej jedynymi igrzyskami olimpijskimi. Żajęła w nich trzecie miejsce na dystansie 200 metrów klasykiem, wyprzedziły ją Brytyjka Anita Lonsbrough i rodaczka Wiltrud Urselmann. Startowała wówczas w barwach olimpijskiej reprezentacji Niemiec. W 1962 – w barwach Niemiec Wschodnich – zdobyła złoto mistrzostw Europy w sztafecie 4x100 m stylem zmiennym.
Jej mąż Siegfried Ballerstedt był waterpolistą i dwukrotnym olimpijczykiem.